# دفیله

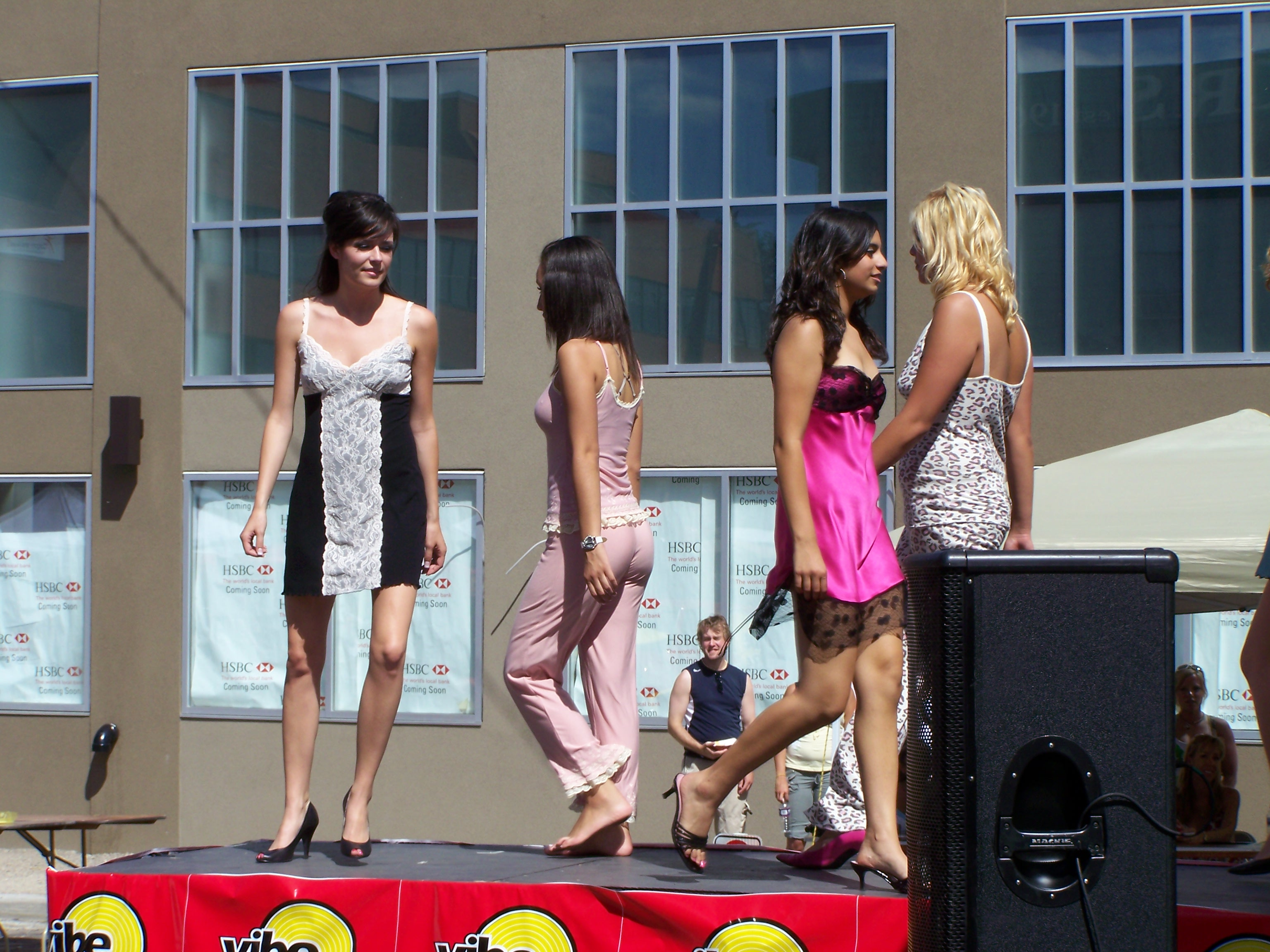
چند مانکن در حال کت‌واک

دِفیله یا گربه‌رو (به انگلیسی: catwalk) اصطلاحاً به سکویی Tـ شکل گفته می‌شود که بر روی آن واپسین مُدها نمایش داده می‌شوند.
مانکن‌های مرد و زن بر روی سکوی نمایش راه می‌روند تا جامه‌ها یا لوازم زینتی‌ای را که بر تن دارند برای تماشاگران دو سوی سکو نمایش دهند. شیوه راه رفتن مانکن‌ها بر روی این سکو گربه‌رو نام دارد. مانکن‌ها یک‌به‌یک تا پایان سکو رفته و پس از چرخشی به آغاز آن بازمی‌گردند.

## قانون‌های گربه‌رو

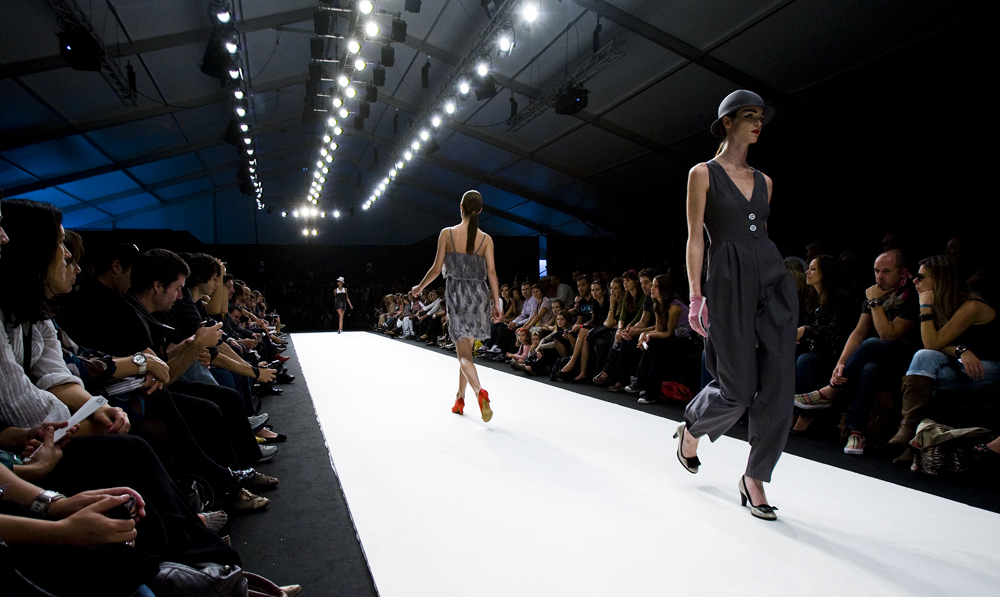
مدل‌ها بر روی استیج کت‌واک

بر پایه‌ٔ قانون رایج در فشن‌شوها، هر مدل، بر پایه‌ٔ پیمان‌نامه‌ای، تنها با یک برند آغاز به کار می‌کند. وی بر پایهٔ آن پیمان‌نامه، در زمان اعتبار آن، باید تنها برای یک برند ویژه کار کند.
این قانون بدان می‌انجامد که بهای پیمان‌نامه مدل‌ها پس از نام‌آوری بسیار تغییر کند. نمونه را ویکتوریا سیکرت که از گران‌ترین مدل‌ها برای فشن‌شوهای خود بهره می‌برد، نام «فرشته‌های ویکتوریا سیکرت» (به انگلیسی: Victoria's Secret angels) را برای آن‌ها برگزیده است.

## چرایی نام گربه‌رو

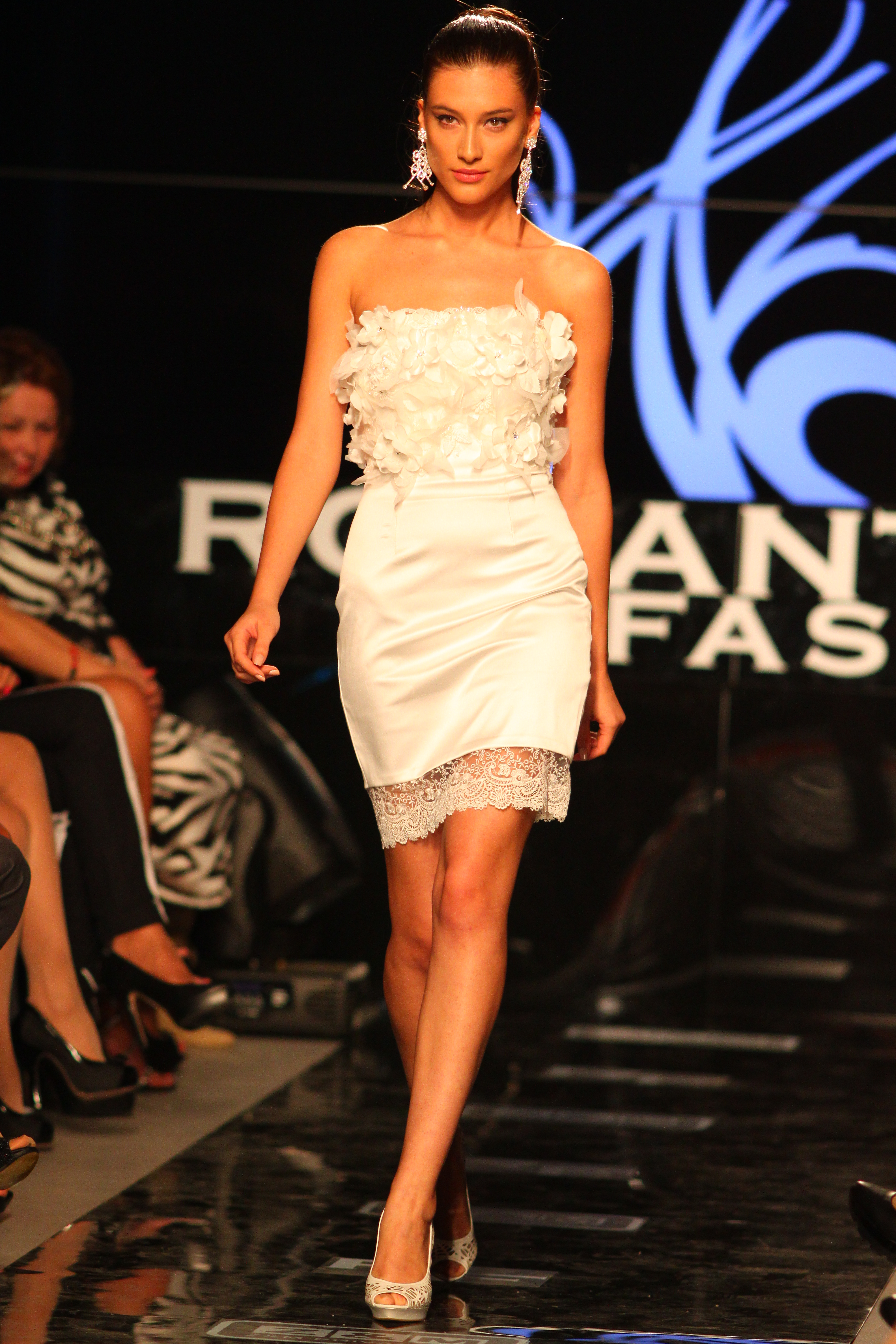
مدلی در فشن شو رومانیکا، سوفیا، بلغارستان

راه رفتن مدل‌های جامه از راه رفتن گربه برگرفته شده چرا که گربه‌ها در هر گام، یک دست را به صورت ضربدری جلوی دست دیگر گذاشته و راه می‌روند و همچنین این شیوه جنباندن دست و پای گربه راه‌ رفتن را خرامان می‌نمایاند. گربه‌رو گونه‌ای شمرده گام برداشتن است و از همین رو در نمایش جامه‌ها کاربرد دارد. همچنین این گونه راه رفتن دلربایی دارد که بایستهٔ نمایش جامه است.
شنل و لویی ویتون از پیشگامان ایجاد گربه‌رو هستند.

## مستندسازی
فیلم گربه‌رو (به انگلیسی: CatWalk) را که نمایشی از زندگی مدل‌ها، کنش طراحان و شیوهٔ بنیان‌گذاری گربه رو بود، روبرت لی‌کاک در سال ۱۹۹۳ ساخت و در سال ۱۹۹۶ به نمایش درآمد.
در این فیلم، زندگی و شیوهٔ کار مدل‌های بلندآوازه‌ای مانند کریستی تورلینگتون، نائومی کمپبل، یاسمین له بون، کیت موس و کارلا برونی در هفته فشن بهاره، لندن، پاریس، میلان و نیویوک، بررسی شده است. در این فیلم برای نخستین بار پشت صحنه آماده‌سازی مدل‌ها، طراحی جامه‌ها، آمادگی برای گربه‌رو و ... به نمایش گذارده شد.
در این فیلم همچنین کنشهای چندین طراح پرآوازه مد، مانند جان گالیانو، جاستین توماس و کارل لاگرفیلد نمایش داده شده است. نغز آنکه در این فیلم، نمایش بخش‌هایی از زندگی خصوصی جیانی ورساچه بنیانگذار و طراح برند پراوازهٔ ورساچه است که تنها ۴ سال پیش از مرگ او را گزارش کرده است.